# 크로싱 오버
《크로싱 오버》(영어: Crossing Over)는 2009년 공개된 미국의 범죄 드라마 영화이다.

## 출연
- 해리슨 포드 - ICE 특수 요원 맥스 브로건 역
- 레이 리오타 - 콜 프랭클, 이민 조사관 역
- 애슐리 저드 - 데니즈 프랭클, 이민 전문 변호사 역
- 짐 스터지스 - 개빈 코세프, 클레어의 무신론자 음악가 영국인 남자친구 역
- 클리프 커티스 - ICE 특수 요원 하미드 바라헤리 역
- 알리시 브라가 - 미레야 산체스, 멕시코 이민자 역
- 마르살 마니시 - 상가르 바라헤리 역
- 앨리스 이브 - 클레어 셰퍼드, 오스트레일리아인 배우 지망생 역
- 저스틴 전 - 용 김, 10대 대한민국인 역
- 서머 비실 - 태슬리마 자항기어, 방글라데시 태생 15살 역
- 재클린 오브라도스 - FBI 특수 요원 머리나 패드카 역
- 리지 캐플런 - 말라 역
- 조시 개드 - 하우이 역
- 애러미스 나이트 - 후안 산체스 역
- 리어나도 남 - 콴 역
- 마허셜라 알리 - 스트리클런드 형사 역
- 세라 샤히 - 푸네이 바라헤리 역
- 베일리 체이스 - 국경 순찰 요원 패럴 역
- 마이클 커들리츠 - 샌피드로 ICE 절차 처리 요원 역
- 케빈 알레한드로 - 구티에레즈 역
- 지지 라이스 - 창녀 역
- 제시카 턱 - 일레인 역 (크레디트 미기재)

## 기타 제작진
- 공동 제작: 그레그 테일러
- 배역: 앤 매카시, 제이 스컬리
- 미술: 토비 코빗
- 세트: 린다 리 서턴
- 의상: 크리스틴 M. 버크
- 시각 효과: 대니 김